# Bärby, Östervåla
Bärby är en by i Östervåla socken, Heby kommun.
Bärby omtalas i dokument första gången 1312 ("in byærby") i markgäldsförteckningen, då en (eller möjligen två) skattskyldig till 4 öre redovisas. I de äldsta jordeböckerna anges Bärby som ett mantal skatte om 5 öresland med skatteutjord i Fågelsta kyrkojord om 4 öresland, men 1549 erhöll Jöns Persson i Hade Bärby i ersättning för sin gård i Hade, där kronan upptagit bergverk. 1552 uppges Drottning Margareta ha gett Brita på det tidigare kyrkohemmanet i Bärby skattefrihet så länge hon och hennes dotter är ogifta. Förleden i ortnamnet kommer av berg, och syftar på att byn ligger på en höjd.
Bland bebyggelser på ägorna märks soldattorpet för soldaten Bärman på rote 322 vid Västmanlands regemente. Soldattorpet har sedan slutet av 1800-talet kallats Sandviken. Torpet Slätten är dokumenterat sedan mitten av 1800-talet.